# 宇文憲
宇文憲（？—578年8月16日），字毗賀突，代郡武川镇（今内蒙古自治区呼和浩特市武川县）人，追尊周文帝宇文泰第七子，北周宗室、官员。

## 生平
宇文憲生性通達，有度量。初封为涪城县公。宇文泰曾賜給他良馬，宇文憲獨取不純者。帝問之，對曰：“馬色類既殊，或多駿逸。若從軍征伐，牧圉易分。”武成元年，加封益州刺史，進封齊國公。武帝天和三年（568年），封宪为大司马。建德元年（572年），周武帝誅除宇文護後，宇文宪向周武帝请罪，但周武帝未加罪宇文憲，但「猶以威名過重」，改授大冢宰，奪其兵權。次年，进爵为齊王。
卫王宇文直一直很记恨宇文宪，宇文宪看在他是武帝同母弟之上反而对他相当容忍。574年，叱奴太后死後，宇文直向周武帝秘告異母兄宇文憲沒有服喪，仍如常喝酒吃肉，周武帝卻認為，太后既非宇文憲生母也非嫡母，宇文憲的行為無可指摘，反而斥责了宇文直，说他没有根据乱说别人。宇文直虽然不敢再说什么，但是不满宇文宪受到重用，想要取而代之却一直没有成功，迁怒于周武帝，在武帝卧病在床的时候在京城起兵造反，武帝让宇文宪作为先锋，不久后宇文直败逃。
建德五年（576年）十月，宇文憲奉命率軍圍攻北齊的晉州，密令永昌公宇文椿「伐柏為庵，示有處所」，克北齐後主高纬于晋阳（今山西太原）。次年，攻克邺城（今河北临漳），灭北齐。後以功高，常稱病不出，不再追隨周武帝出征。
周宣帝宇文贇继位后荒淫无度，担心自己的叔父宇文宪会成为第二个宇文护，对他深忌惮之，召李綱羅織罪名誣陷宇文憲，李綱不從。宣政元年六月二十八日（578年8月16日），宇文憲為刚继位的周宣帝所殺，并被上恶谥“炀”。李綱用車子運回屍體，並扶棺痛哭，更抚养其女。

## 家庭

### 夫人
- 豆卢氏，豆卢勣的妹妹

### 子女
- 宇文贵，车骑大将军、仪同三司、豳州刺史、安定郡公
- 宇文质，河间郡王[3]，
- 宇文賨，大将军、中坝公
- 宇文贡，莒国公（字乾禎，出继堂伯父宇文菩提）[4]，
- 宇文禧，安城公
- 宇文洽，龙涸公

## 地位
唐宋武成王廟位列其中。

## 延伸阅读
[在维基数据编辑]
 《周書·卷12》，出自令狐德棻《周書》
 《周書/卷13》，出自令狐德棻《周書》
 《北史·卷058》，出自李延壽《北史》